# تاكيس ليمونيس
تاكيس ليمونيس (باليونانية: Τάκης Λεμονής، ولد في 13 يناير 1960) هو لاعب ومدرب كرة القدم يوناني سابق. يدير حاليًا نادي أولمبياكوس في الدوري اليوناني لكرة القدم.

## روابط خارجية
- تاكيس ليمونيس على موقع قاعدة بيانات كرة القدم.إي يو (الإنجليزية)
- تاكيس ليمونيس على موقع ناشيونال فوتبول تيمز (الإنجليزية)